# 陳經綸
- 關於名为陈经纶的其他人物，請見「陳經綸 (消歧義)」。

陳經綸（英語:Chan King-Luen，粵語讀音:can4 ging1 leon4，1925年9月22日—2022年1月16日），香港知名企業家、慈善家。香港金滿米業集團董事長，廣東省政協委員，新會榮譽市民以及北京市榮譽市民。

## 生平
陳經綸於1925年9月22日在香港出生，籍貫廣東新會。17歲時隨父做生意。1950年，其父陳瑞祺逝世，陳經綸繼承了陳氏家族的多個產業，將陳氏產業發揚光大。在中國大陸改革開放後，更加關注大陸的慈善事業，曾多次斥巨資投資慈善事業。包括位於其家鄉廣東江門的新會陳經綸中學、五邑大學，新會第一中學，杭州市的杭州陳經綸體育學校，以及位於首都北京的北京陳經綸中學等。他被評為北京、杭州以及家鄉新會的榮譽市民，並擔任了廣東省政協委員。